# Alvin Tehau
Alvin Tehau (10 de abril de 1989) es un futbolista de la Polinesia Francesa que juega como mediocampista en el AS Tefana. Su hermano gemelo, Lorenzo, su hermano mayor Jonathan y su primo Teaonui también son futbolistas.

## Carrera
Debutó en 2009 en el AS Tefana, pero emigró rápidamente al Aceh United de Indonesia en 2010. Permaneció poco allí y regreso al club de su país natal, el Tefana, para en 2011 ser fichado a préstamo por el Bleid-Gaume belga, regresando al Tefana en ese mismo año. En 2014 estuvo un tiempo en el AS Dragon.

### Clubes
| Club        | País               | Año             |
| ----------- | ------------------ | --------------- |
| AS Tefana   | Polinesia Francesa | 2009            |
| Aceh United | Indonesia          | 2010            |
| AS Tefana   | Polinesia Francesa | 2010 - 2011     |
| Bleid-Gaume | Bélgica            | 2011            |
| AS Tefana   | Polinesia Francesa | 2011 - 2014     |
| AS Dragon   | Polinesia Francesa | 2014            |
| AS Tefana   | Polinesia Francesa | 2014 - Presente |

### Selección nacional
Con el seleccionado tahitiano sub-20 disputó la Copa Mundial de 2009. Con la selección mayor disputó Copa de las Naciones de la OFC 2012. donde ganó el título, y 2016; y la Copa FIFA Confederaciones 2013.